# Teorie hraničních molekulových orbitalů
Teorie hraničních molekulových orbitalů využívá teorii molekulových orbitalů k popisu interakcí mezi HOMO a LUMO.

## Historie
V roce 1952 vydal Ken’iči Fukui článek popisující „molekulární teorii reaktivity u aromatických uhlovodíků“; později díky tomuto článku obdržel společně s Roaldem Hoffmannem Nobelovu cenu za chemii za práci na reakčních mechanismech. Hoffman rozdělil pericyklické organické reakce podle symetrie orbitalů, na tomto výzkumu se podílel také Robert Burns Woodward.
Fukuiův výzkum byl cílen na hraniční orbitaly a vliv nejvyššího obsazeného molekulového orbitalu (HOMO) a nejnižšího neobsazeného molekulového orbitalu (LUMO) na mechanismy reakcí. Zmíněné interakce použil k lepšímu vysvětlení Woodwardových–Hoffmannových pravidel.

## Teorie
Fukui si všiml, že reaktivitu mezi dvojicí molekul lze dobře popsat pomocí hraničních orbitalů (HOMO a LUMO), a to na základě tří hlavních poznatků z teorie molekulových orbitalů:
1. Obsazené orbitaly různých molekul se navzájem odpuzují.
2. Kladné náboje jedné molekuly přitahují záporné náboje druhé.
3. Obsazené orbitaly jedné molekuly a neobsazené orbitaly druhé se přitahují.

Změnu celkové energie reaktantů při vytváření přechodného stavu lze popsat Klopmanovou–Salemovou rovnicí. První případ odpovídá v rovnici zahrnutí interakcí zaplněných orbitalů a druhý působení coulombovských sil. Třetí případ lze vyvodit ze skutečnost, že největší podíl na interakcích zaplněného orbitalu s nezaplněným mají podle rovnice molekulové orbitaly r a s, jejichž energie se liší nejméně (mají nejmenší hodnotu Er − Es). Kromě vysvětlení různých okolností reaktivity a selektivity předpovědi podle této teorie také odpovídají předpovědím na základě Woodwardovy–Hoffmannovy symetrie orbitalů a Dewarových–Zimmermanových aromatických přechodných stavů tepelných pericyklických reakcí, což lze shrnout tímto pravidlem:

"Pericyklická změna základního stavu je umožněna symetrií, jestliže je celkový počet (4q+2)s a (4r)a složek lichý"

(4q+2)s odpovídá počtu aromatických suprafaciálních systémů elektronů; podobně (4r)a označuje antiaromatické antarafaciální systémy. U tepelně dovolených reakcí je celkový počet těchto systémů lichý.

## Využití

### Cykloadice
Při cykloadicích vznikají nejméně dvě nové vazby a dvě (nebo více) molekuly vytváří nové kruhy.
Přechodné stavy těchto reakcí obvykle obsahují elektrony pohybující se v kruzích, což reakce činí pericyklickými. Jejich výsledky lze předpovídat pomocí Woodwardových–Hoffmannových pravidel a tak je možné u nich použít teorii hraničních orbitalů.
Dielsovu–Alderovu reakci maleinanhydridu s cyklopentadienem Woodwardova–Hoffmannova pravidla dovolují, protože se šest elektronů pohybuje suprafaciálně a žádný antarafaciálně, je tak přítomna jedna (4q + 2)s složka a žádná (4r)a složka, v důsledku čehož je reakce tepelně dovolená.
Teorii hraničních molekulových orbitalů je možné použít také k předpovídání stereoselektivity, které Woodwardova-Hoffmannova pravidla neumožňují. Protože je reakce typu [4 + 2], tak ji lze zjednodušit na reakci butadienu a ethenu. HOMO butadienu a LUMO ethenu jsou oba antisymetrické (rotačně symetrické), a reakce je tak dovolena.
Stereoselektivita reakce maleinanhydridu a cyklopentadienu je posunuta ve prospěch endo-produktu, což lze nejlépe vysvětlit prostřednictvím teorie hraničních molekulových orbitalů. Maleinanhydrid odtahuje elektrony a způsobuje tak u dienofilu nedostatek elektronů, což vede k běžné Dielsově–Alderově reakci a umožněna je tak pouze reakce HOMO cyklopentadienu a LUMO maleinanhydridu. I když je exo-produkt termodynamicky stálejším izomerem, tak sekundární (nevazebné) interakce orbitalů u endo-přechodného stavu snižují jeho energii a činí reakci směrem k endo-produktu rychlejší, a tento izomer je tak kineticky výhodnější. Z důvodu, že se u exo-produktu vyskytují hlavně primární (vazebné) interakce orbitalů, tak se stále vytváří; ale rychlejší tvorba endo-izomeru z něj dělá hlavní produkt.

### Sigmatropní reakce
Sigmatropní přesmyk je reakce, při níž se vazba sigma přesouvá přes konjugovaný pí systém a přitom se změní umístění vazeb pí; přesun vazby sigma může být antarafaciální i suprafaciální. Při suprafaciálním [1,5] přesmyku pentadienu se 6 elektronů přesouvá suprafaciálně a žádný antarafaciálně, takže podle Woodwardových–Hoffmannových pravidel je tato reakce povolená. Antarafaciální přesmyk tato pravidla nepovolují.
Tyto výsledky lze předpovídat pomocí teorie hraničních molekulových orbitalů zkoumáním interakcí mezi HOMO a LUMO sloučenin; přitom je třeba zvážit dva body: (1) jestli je reakce dovolená, a (2) jakým mechanismem probíhá. U [1,5] přesmyku pentadienu se vyskytují kromě HOMO vazby sigma LUMO butadienu na zbylých 4 uhlících. Jestliže reakce probíhá suprafaciálně, tak se HOMO butadienu na čtyřech uhlících na vazbě sigma produktu nepodílí. Protože se pí systém pohybuje mezi LUMO a HOMO, tak je tato reakce dovolená (v případě přesunu mezi LUMO a LUMO by tomu tak nebylo).
Proč reakce probíhá suprafaciálně lze vysvětlit tím, že koncové orbitaly jsou ve stejné fázi a po přesmyku se tak vytváří konstruktivní vazba sigma, což vede k suprafaciálnímu průběhu. Kdyby byl přesmyk antarafaciální, tak by se vytvářel protivazebný orbital a sigma přesmyk by nebyl konstruktivní.
U propenu by podle tohoto postupu měl přesmyk být antarafaciální, ale protože je jeho molekula malá, tak takový přesun není možný a reakce není dovolena.

### Electrocyklické reakce
Elektrocyklické reakce jsou pericyklické reakce, při kterých během cyklizace zaniká vazba pí a vytváří se vazba sigma. Mohou probíhat konrotačně nebo disrotačně. Při konrotačním otevírání kruhu cyklobutenu se dva elektrony pohybují suprafaciálně (na vazbu pí) a dva antarafaciálně (na vazbu sigma); při této reakci se tak vyskytuje jeden 4q + 2 suprafaciální systém a žádný 4r antarafaciální, konrotační reakce je tak podle Woodwardových–Hoffmannových pravidel tepelně dovolená.
Pokud otevírání kruhu probíhá konrotačně, tak se pí systém přesouvá z LUMO do HOMO, a reakce je dovolená.